# Chelonus irremeabilis
Chelonus irremeabilis är en stekelart som först beskrevs av Vladimir Ivanovich Tobias 1994.  Chelonus irremeabilis ingår i släktet Chelonus och familjen bracksteklar. Inga underarter finns listade i Catalogue of Life.